# Peter Gojowczyk
Peter Gojowczyk (* 15. července 1989 Dachau) je německý profesionální tenista. Ve své dosavadní kariéře na okruhu ATP Tour vyhrál jeden singlový turnaj. Na challengerech ATP a okruhu ITF získal třináct titulů ve dvouhře a jeden ve čtyřhře.
Na žebříčku ATP byl ve dvouhře nejvýše klasifikován v červnu 2018 na 39. místě a ve čtyřhře v dubnu 2019 na 348. místě. Trénuje ho Kristoffer Schimpf. Dříve tuto roli plnil Alexander Satschko.
V německém daviscupovém týmu debutoval v roce 2014 čtvrtfinálem Světové skupiny proti Francii, v němž nejdříve vyhrál nad Jo-Wilfried Tsongou po pětisetové bitvě a v rozhodující, poslední dvouhře podlehl Gaëlu Monfilsovi. Němci tak prohráli 2:3 na zápasy. Do listopadu 2021 v soutěži nastoupil k jedinému mezistátnímu utkání s bilancí 1–1 ve dvouhře a 0–0 ve čtyřhře.
Hráče z první světové desítky premiérově zdolal na Gerry Weber Open 2014, když ve druhém kole vyřadil devátého muže klasifikace Milose Raonice. V téže fázi aucklandského ASB Classic 2018 pak přehrál americkou světovou osmičku Jacka Socka.
Za skreč v úvodním kole French Open 2018 proti Cameronu Norriemu, způsobenou poraněním kyčle, byl penalizován částkou 25 tisíc eur (645 000 Kč). Podle pořadatelů nebyl zdravotně v pořádku již před zápasem. Pokud by odstoupil před turnajem, obdržel by poloviční odměnu ze 40tisícové částky za první kolo a druhá půlka by připadla náhradníkovi z kvalifikace. Pokutou za skreč tak tratil 5 tisíc eur, než kdyby odstoupil.
V listopadu 2023 oznámil konec své kariéry.

## Finále na okruhu ATP Tour
| Legenda                   |
| D – dvouhra; Č – čtyřhra  |
| Grand Slam (0)            |
| Turnaj mistrů (0)         |
| ATP Tour Masters 1000 (0) |
| ATP Tour 500 (0)          |
| ATP Tour 250 (1–2 D)      |

### Dvouhra: 3 (1–2)
| Stav      | č. | datum           | turnaj                      | povrch    | soupeř ve finále | výslede  |
| --------- | -- | --------------- | --------------------------- | --------- | ---------------- | -------- |
| Vítěz     | 1. | 24. září 2017   | Mety, Francie               | tvrdý (h) | Benoît Paire     | 7–5, 6–2 |
| Finalista | 1. | 24. února 2018  | Delray Beach, Spojené státy | tvrdý     | Frances Tiafoe   | 1–6, 4–6 |
| Finalista | 2. | 27. května 2018 | Ženeva, Švýcarsko           | antuka    | Márton Fucsovics | 2–6, 2–6 |

## Finále na challengerech ATP a okruhu Futures
| Legenda                    |
| -------------------------- |
| Challengery (5–4 D; 0–3 Č) |
| Futures (8–4 D; 1–4 Č)     |

### Dvouhra: 21 (13–8)
| Stav      | č. | datum         | turnaj                  | povrch      | soupeř ve finále   | výslede            |
| --------- | -- | ------------- | ----------------------- | ----------- | ------------------ | ------------------ |
| Finalista | 1. | červenec 2007 | Saarlouis, Německo      | antuka      | Kornél Bardóczky   | 6–7(1–7), 6–2, 5–7 |
| Vítěz     | 1. | září 2007     | Monterrey, Mexiko       | tvrdý       | Luis-Manuel Flores | 6–3, 6–4           |
| Vítěz     | 2. | říjen 2007    | Los Cabos, Mexiko       | tvrdý       | Marcin Gawron      | 6–4, 7–6(7–3)      |
| Vítěz     | 3. | leden 2008    | Bergheim, Rakousko      | koberec (h) | Ludovic Walter     | 4–6, 7–6(7–4), 6–0 |
| Vítěz     | 4. | únor 2008     | Bergheim, Rakousko      | koberec (h) | Uros Vico          | 6–4, 6–4           |
| Vítěz     | 5. | září 2008     | Čennaí, Indie           | tvrdý       | Alexej Kedrjuk     | 7–6(8–6), 6–1      |
| Vítěz     | 6. | září 2008     | Nové Dillí, Indie       | tvrdý       | Aqeel Khan         | 6–1, 7–6(7–1)      |
| Vítěz     | 7. | září 2008     | Nonthaburi, Thajsko     | tvrdý       | Lim Yong-kyu       | 6–4, 6–2           |
| Finalista | 2. | srpen 2009    | Überlingen, Německo     | antuka      | Dennis Bloemke     | 2–6, 0–6           |
| Vítěz     | 8. | říjen 200     | Hambach, Německo        | koberec (h) | Benoît Paire       | 6–4, 6–4           |
| Finalista | 3. | červen 2011   | Antalya, Turecko        | tvrdý       | Radu Albot         | 3–6, 2–6           |
| Finalista | 4. | červen 2011   | Trevír, Německo         | antuka      | Marc Sieber        | 2–6, 6–4, 4–6      |
| Finalista | 1. | srpen 2011    | Manerbio, Itálie        | antuka      | Adrian Ungur       | 6–4, 6–7(4–7), 2–6 |
| Finalista | 2. | září 2012     | Šanghaj, ČLR            | tvrdý       | Lu Jan-sun         | 5–7, 0–6           |
| Vítěz     | 1. | září 2012     | Ning-po, ČLR            | tvrdý       | Jeong Suk-young    | 6–3, 6–1           |
| Finalista | 3. | červenec 2013 | Oberstaufen, Německo    | antuka      | Guillaume Rufin    | 3–6, 4–6           |
| Vítěz     | 2. | leden 2014    | Heilbronn, Německo      | tvrdý (h)   | Igor Sijsling      | 6–4, 7–5           |
| Vítěz     | 3. | listopad 2014 | Bratislava, Slovensko   | tvrdý (h)   | Farrukh Dustov     | 7–6(7–2), 6–3      |
| Vítěz     | 4. | září 2015     | Nan-čchang, ČLR         | tvrdý       | Amir Weintraub     | 6–2, 6–1           |
| Vítěz     | 5. | leden 2017    | Happy Valley, Austrálie | tvrdý       | Omar Jasika        | 6–3, 6–1           |
| Finalista | 4. | únor 2017     | Quimper, Francie        | tvrdý       | Adrian Mannarino   | 4–6, 4–6           |

### Čtyřhra (1 titul)
| č. | datum     | turnaj              | povrch | spoluhráč    | poražení finalisté                     | výsledek              |
| -- | --------- | ------------------- | ------ | ------------ | -------------------------------------- | --------------------- |
| 1. | září 2008 | Nonthaburi, Thajsko | tvrdý  | Lee Hsin-han | Patrick Eichenberger Haršana Godamanna | 4–6, 7–6(7–1), [11–9] |